# زمستان (مجموعه شعر)
زمستان عنوان کتاب شعری از شاعر نامدار، مهدی اخوان ثالث می‌باشد. این کتاب دومین مجموعه شعر چاپ شده از سوی اخوان ثالث است.
کتاب زمستان در سال ۱۳۳۵ منتشر شد، و از شاخص‌ترین کتاب‌های شعر نو نیمائی در این دهه به‌شمار می‌رود. این کتاب بود که مهدی اخوان ثالث را شناساند و نشان داد که چهره شاعری او به هیچ‌یک از شاعران دیگر شبیه نیست.
شعرهای این مجموعه به ترتیب چاپ در کتاب عبارتند از:
- یاد
- نغمهٔ همدرد
- ارمغان فرشته
- خفته
- بی سنگر
- شعر
- سترون
- در میکده
- هرجا دلم بخواهد
- نظاره
- به مهتابی که بر گورستان می‌تابید
- سه شب
- سگ‌ها و گرگ‌ها
- فراموش
- فریاد
- مشعل خاموش
- اندوه
- قصه‌ای از شب
- مرداب
- برای دخترکم لاله و آقای مینا
- زمستان
- گزارش
- اینچنین لحظه‌ها
- جرقه
- لحظه
- روشنی
- گرگ هار
- بیمار
- فسانه
- داوری
- آب و آتش
- پاسخ
- سرود پناهنده
- لحظهٔ دیدار
- پرنده‌ای در دوزخ
- پند
- آواز کرک
- چاووشی
- باغ من
- پیشدرآمد شکار
- منظومهٔ شکار